# Alexandre Abremski
Alexandre Abremski, né le 9 décembre 1903 à Paris et mort le 7 février 1938 dans la même ville, est un homme politique et militant syndicaliste français. 
D'abord membre du Parti communiste français et militant antifasciste, il rejoint dès sa création le Parti populaire français de Jacques Doriot dont il devient membre du Comité exécutif puis du Bureau politique chargé des questions syndicales. 

## Biographie
Né en 1903, Alexandre Abremski travaille d'abord comme ouvrier en bâtiment, puis comme gazier. Il rejoint Confédération générale du travail (CGT), dont il démissionne en 1930 pour être un responsable local de la Confédération générale du travail unitaire (CGTU), et fait parallèlement partie du comité exécutif du Mouvement Amsterdam-Pleyel, pacifiste et antifasciste. Lors de la rupture entre Jacques Doriot et le Parti communiste français (PCF), il se fait élire conseiller municipal de Saint-Denis aux côtés de celui-ci en mai 1934, puis est réélu en mai 1935.
D'origine juive, et intime de Doriot, Alexandre Abremski rejoint « le grand Jacques » lorsqu'il fonde le Parti populaire français (PPF), qui prendra un virage fasciste. Il est nommé membre du Comité exécutif du PPF dès sa création, puis membre du Bureau politique, chargé des questions syndicales.
Il meurt dans un accident de la route le 7 février 1938. Il est enterré au cimetière de Saint-Denis.

## Publication
- Le PPF avec les ouvriers, 1936